# Coste de los recursos propios
Según el modelo CAPM el coste de los recursos propios se calcula sumando la prima de riesgo del mercado multiplicado por la beta de la acción o título más la rentabilidad libre de riesgo: 
K= Coste de capital o recursos propios en el mercado (rentabilidad que debe tener una acción con relación al mercado teniendo en cuenta su riesgo sistemático, por consiguiente se puede decir que es el coste/rendimiento mínimo que tendrá el capital (fondos propios) de la empresa según el rendimiento del mercado actual.
RF= Rentabilidad libre de riesgo
RM= Rentabilidad del mercado o benchmark (índice del mercado)
B= Beta de la acción (riesgo sistemático no diversificable.) 
K = RF +  [(RM-RF) x B]
Este valor nos ayudará también a utilizarlo como tasa de descuento para valorar una empresa a través de sus flujos de caja, también utilizado para calcular el valor teórico de una acción y calcular el PER de una empresa.
- Datos: Q85866996